# 道の駅細入

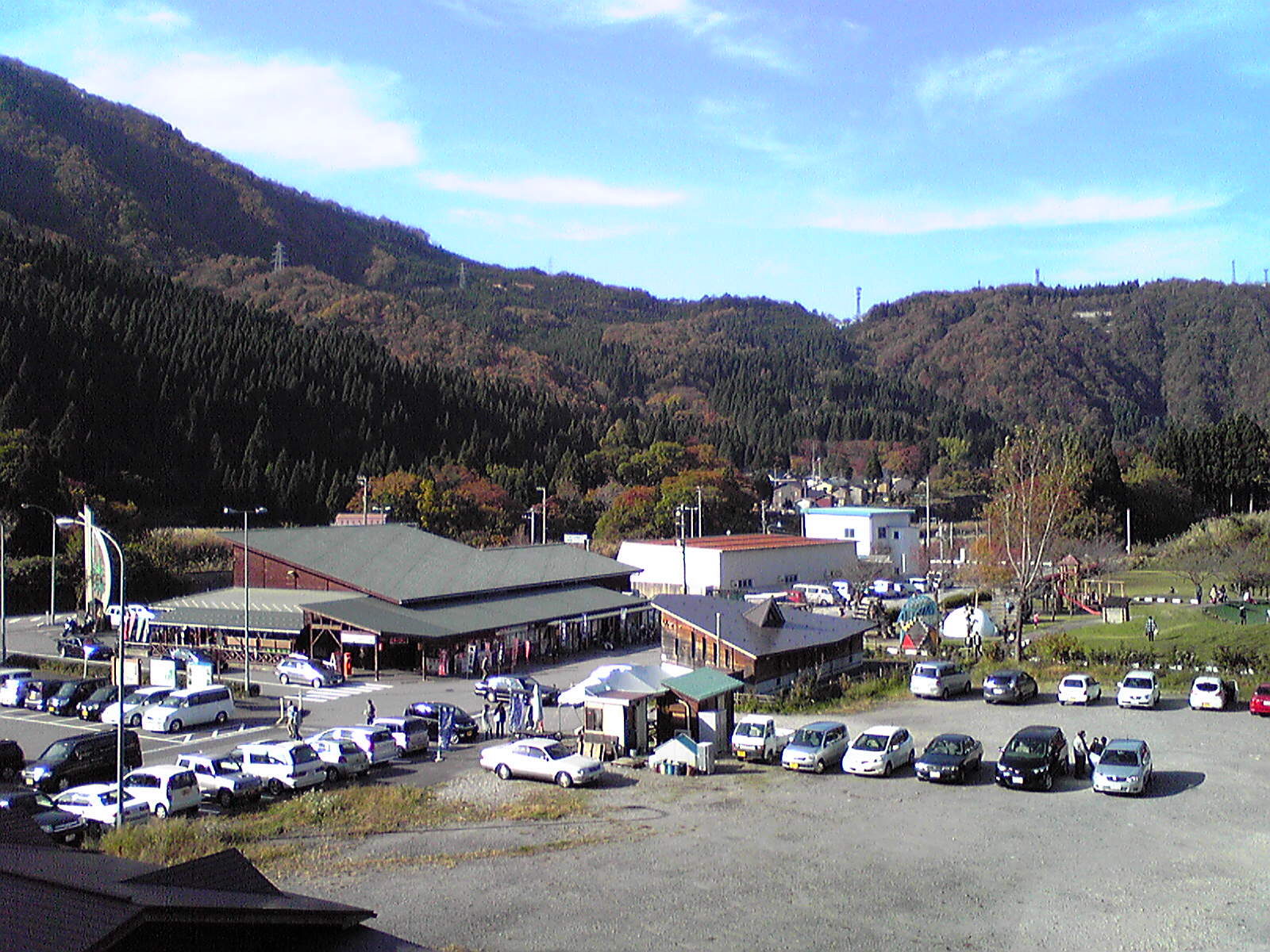
施設遠景

道の駅細入（みちのえき ほそいり）は、富山県富山市片掛にある国道41号の道の駅である。愛称は飛越ふれあいの里（ひえつふれあいのさと）、飛越ふれあい物産センター 林林（『林林』は一般公募により命名）。
1993年（平成5年）4月24日に「飛越ふれあい物産センター 林林」として開業、翌年の1994年（平成6年）4月8日に「道の駅細入」として開駅した。

## 施設
- 駐車場
  - 普通車：33台[5]
  - 大型車：9台[5]
  - 身障者用：2台[5]
- トイレ
  - 男：大 4器（2器）、小 10器（5器）
  - 女：8器（4器）
  - 身障者用：1器（1器）

※（）内は、24時間利用可能
- 飛越ふれあい物産センター「林林」 （10:00 - 18:00、冬季は営業時間の変動あり）[5] - 名称は公募によって命名された[3]。
- 食事処 林林（レストラン・10:00 - 18:00、冬季は営業時間の変動あり）[5]
- 道路情報案内（10:00 - 18:00）
- ふれあい公園
- 国土交通省北陸地方整備局片掛除雪ステーション[6]

## 休館日
- 年末年始[5]

## 交通アクセス
- 国道41号 - 登録路線
- 西日本旅客鉄道（JR西日本）・東海旅客鉄道（JR東海）高山本線猪谷駅より約5分。
- 北陸自動車道富山ICより約30分。

## 周辺
- 神通川
- 神通峡
- 富山市猪谷関所館